# Юзеф Паулін Санґушко
Юзеф Паулін Ян Адам Сангушко (пол. Józef Paulin Jan Adam Sanguszko; 20 червня 1740, Кольбушова — 12 травня 1781, Краковець) — маршалок надвірний литовський (починаючи з 1760 року), Великий маршалок литовський (з 1768 року), князь, кременецький і черкаський староста.

## Сімейні зв'язки
Народився 20 червня 1740 року в сім'ї заможних шляхтичів. Був старшим сином Павла Карла Сангушка і Барбари Сангушкової. У 1774 році одружився з Анною Центерувною, з якою в них народився син Роман (1775—1790).

## Політична діяльність
Став делегатом сейму в 1757 році. У 1763 році став кавалером ордена Білого Орла. Сангушко був прихильником «Фамілії» Чорторийських. У 1764 році підписав обрання Станіслава Августа Понятовського.
У 1766 році Сангушко був членом Сейму Чаплиця від Київського воєводства. Був членом Радомської конфедерації. Під час сейму Репніна став одним з делегатів, призначених на переговори з послом Російської імперії щодо гарантійного трактату і нової Конституції.

## Вшанування пам'яті
9 листопада 2023 року Житомирська міська рада перейменувала вулицю Багратіонівську на вулицю Князів Сангушків.
У місті Славута також є вулиця Князів Сангушків.